# 廖碧欣
廖碧欣（?—），香港創興銀行創辦人廖寶珊長子廖烈文第三女、廖駿倫的胞妹，曾經入圍《福布斯》富豪榜，現職律師樓合夥人。

## 生平
廖碧欣仍屬單身，2002年4月，曾與已婚的東亞銀行主席李國寶傳出緋聞，二人被揭發把臂同遊巴黎，一同購物及出席晚宴，此事曾成為香港城中熱門話題。其後，二人再被傳媒揭發曾多次同遊上海、日本等地。
廖碧欣曾任香港城市大學校董會成員，現時是教育局「傑出教師及學校獎勵計劃」專責小組非官方委員。